# Віталій Аруджау
Віталій «Віто» Аруджау (англ. Vitali «Vito» Arujau; нар. 1 червня 1999, Гомель, Білорусь) — американський борець вільного стилю, чемпіон світу, дворазовий чемпіон Панамериканських чемпіонатів.

## Життєпис
Віталій є сином сином Вугара Оруджева — азербайджанського борця вільного стилю, бронзового призера Олімпіади-1992 у складі збірної СНД, чемпіона світу у складі збірної СРСР а також чемпіона світу та Європи під прапором Росії. Мати Віталія Жанна — також спортсменка, входила до складу збірної СРСР з веслування. Батьки познайомились і одружились в Гомелі, де в них згодом народилися діти — Наріман (Нік) та Віталій (Віто).
Наприкінці 1990-х родина виграла грін-карту та переїхала до Каліфорнії. Потім вони переїхали до Лонг-Айленду (штат Нью-Йорк), де Вугар відкрив свою школу боротьби. Обидва сини теж почали займатися боротьбою, ставали чемпіонами штату Нью-Йорк, Наріман — тричі, Віталій — чотири рази.
У 2016 році Віталій став срібним призером чемпіонату світу серед кадетів. Через три роки повторив цей успіх, але вже на чемпіонаті світу серед юніорів. 2020 року Віталій став чемпіоном США. Двічі вигравав Панамериканські чемпіонати з боротьби.

Йому не вдалося пройти внутрішню кваліфікацію на Олімпіаду-2020 в Токіо, але вдалося отримати право на виступ на чемпіонаті світу в Белграді 2023 року, де він здобув титул чемпіоа світу. У столиці Сербії на шляху до фіналу Віталій здолав суперників з Казахстану, Болгарії, Японії та Киргизстану. А у фіналі Оруджєв у завзятій сутичці з рахунком 10:9 переміг чемпіона світу та Європи з Росії Абасгаджі Магомедова.

## Спортивні результати на міжнародних змаганнях

### Виступи на Чемпіонатах світу
| Змагання                        | Збірна | Вагова категорія          | Місце  |
| ------------------------------- | ------ | ------------------------- | ------ |
| Чемпіонат світу з боротьби 2023 | США    | вільна боротьба, до 61 кг | Золото |

### Виступи на Панамериканських чемпіонатах
| Змагання                                   | Збірна | Вагова категорія          | Місце  |
| ------------------------------------------ | ------ | ------------------------- | ------ |
| Панамериканський чемпіонат з боротьби 2021 | США    | вільна боротьба, до 57 кг | Золото |
| Панамериканський чемпіонат з боротьби 2023 | США    | вільна боротьба, до 61 кг | Золото |

### Виступи на інших змаганнях
| Змагання                                 | Збірна | Вагова категорія          | Місце  |
| ---------------------------------------- | ------ | ------------------------- | ------ |
| Гран-прі «Іван Яригін» 2020              | США    | вільна боротьба, до 57 кг | 16     |
| Гран-прі Франції Анрі Деглана 2021       | США    | вільна боротьба, до 57 кг | 5      |
| Меморіал Імре Поляка та Яноша Варги 2023 | США    | вільна боротьба, до 61 кг | Бронза |

### Виступи на змаганнях молодших вікових груп
| Змагання                                      | Збірна | Вагова категорія          | Місце  |
| --------------------------------------------- | ------ | ------------------------- | ------ |
| Чемпіонат світу з боротьби серед кадетів 2016 | США    | вільна боротьба, до 58 кг | Срібло |
| Чемпіонат світу з боротьби серед юніорів 2019 | США    | вільна боротьба, до 57 кг | Срібло |
| Чемпіонат світу з боротьби серед молоді 2022  | США    | вільна боротьба, до 57 кг | 10     |